# Aek Tolang (Pandan)
Aek Tolang is een bestuurslaag in het regentschap Tapanuli Tengah van de provincie Noord-Sumatra, Indonesië. Aek Tolang telt 4587 inwoners (volkstelling 2010).